# Arrondissement de Jaxaay
Das Arrondissement de Jaxaay  ist eines von den drei Arrondissements, in die das im Jahr 2021 neu geschaffene Département Keur Massar als Teil der Metropolregion Dakar gegliedert wurde. Das Arrondissement umfasst zwei Communes (städtische Gemeinden), die durch den hohen Grad der Urbanisierung mit dem Umland baulich zusammengewachsen sind. Die Präfektur des Arrondissements liegt in Jaxaay.

## Geografie
Das Arrondissement liegt im nordöstlichen Binnenland der Cap-Vert-Halbinsel in den Feuchtgebieten der Niayes. Es umfasst den Osten des Départements und hat eine Fläche von 11,95 km².

## Bevölkerung

Arrondissements und städtische Gemeinden im Département Keur Massar (violett)

Die letzte Volkszählung ergab für das Arrondissement folgende Einwohnerzahlen:
| Commune          | Fläche km² | Einwohner 2023 |
| ---------------- | ---------- | -------------- |
| Keur Massar Sud  | 5,249      | 105.362        |
| Jaxaay-Parcelles | 6,700      | 71.036         |
| Arrondissement   | 11,949     | 176.398        |